# Зайон (национальный парк)
Национальный парк За́йон (англ. Zion National Park) — национальный парк США в штате Юта, вблизи города Спрингдейл, Юта. Площадь парка 593 км². Основной достопримечательностью является каньон Зайон, длиной 24 км и глубиной до 800 м, вымытый северным рукавом реки Вирджиния в песчаниках Навахо, окрашенных в рыжеватый и бронзовый цвет.

## Геология
Геология каньонов Зайон и Колоб включает девять геологических формаций, в которых представлены отложения 150 миллионов лет, относящиеся преимущественно к мезозойской эре. В различные периоды времени, эта область находилась под воздействием мелких морей, течений, озёр, обширных пустынь. Обширный подъем этого района на 3000 метров, приведший к формированию плато Колорадо, начался 13 миллионов лет назад.

## География и климат
Парк расположен в юго-западной части штата Юта на плато Маркагунт и Колоб, на пересечении трёх североамериканских географических районов: плато Колорадо, Большого Бассейна и пустыни Мохаве. Северная часть парка, носящая название Каньон Колоб, изолирована, и в неё можно попасть со съезда 40 с магистрали 15 штата Юта.
Вершина горы Лошадиное Ранчо (англ. Horse Ranch Mountain), находящаяся на высоте 2660 м, является самой высокой точкой в парке Зайон. Самая нижняя точка — 1120 м — находится на подъёме Коул Питс Вош протяжённостью 1500 м.

## История заселения
Заселение этого района началось примерно восемь тысяч лет назад. Обнаружены следы небольших семейных групп индейских племен, от одной из которых к 300 году н. э. произошла ветвь полукочевых племен изготовителей корзин Анасази, развившаяся в Новые Анасази к 500 году н. э. В то же время там проживали фремонтцы. Обе эти группы к 1300 году н. э. были вытеснены южными племенами паютов.
Каньон был открыт мормонами в 1858 году и был ими заселен в начале 1860-х годов.

## Создание национального парка
В 1909 году президент США Уильям Тафт с целью сохранения каньона присвоил этому месту статус национального монумента под названием «Национальный Монумент Мукунтувип». Тем не менее в 1918 году исполняющий обязанности директора недавно созданной Службы национальных парков переименовал этот парк в Зайон (Цион), так как предыдущее название не прижилось. Конгресс США узаконил статус национального парка 19 ноября 1919 года. Расположенный на северо-западе каньон Колоб (Kolob) был провозглашен как отдельный «Национальный Монумент Зайон» в 1937 году, а в 1956 году был объединен с национальным парком Зайон.
До создания национального парка, туризм в этой области был развит слабо из-за удаленности и отсутствия сервиса. Начиная с 1910 года, старые железные дороги стали переоборудовать в автотрассы, а в 1917 году была проведена дорога в Каньон Зайон.
Дорога в Каньон Зайон протяжённостью около 10 км заканчивается у Храма Синававы («Синавава» относится к божеству индейского племени паютов в образе койота). После храма дорога сужается, и дальше идут пешеходные тропы в ущелье Зайон Нэрроус (Zion Narrows) шириной 6 метров и высотой до 600 метров. С начала апреля по конец октября из-за загруженности движение по дороге Каньон Зайон ограничено: по ней регулярно курсируют бесплатные автобусы. В остальное время года дорога открыта для личного транспорта.
Въезд в парк с восточной стороны — с дорожной магистрали 9 штата Юта от горы Кармель, дорога проходит через туннель. Наиболее заметными достопримечательностями парка с восточной стороны являются Шашечнообразная Гора (Checkerboard Mesa) и Восточный Храм (East Temple).
Особенностью каньона Колоб является то, что в отличие от других мест плато Колорадо, слои расположены не горизонтально, а под большим наклоном, связанным с геологическими напряжениями и изгибами, происшедшими перед подъемом плато Колорадо. Дорога проходит высоко в горах, температуры там заметно ниже, и это также отражается на растительности.